# 楊塤
楊塤（1460年—？），字伯和，直隶常州府武进县人，民籍，明朝政治人物。

## 生平
成化十六年（1480年）庚子科應天府鄉試第九十三名舉人。弘治十二年（1499年）中式己未科會試第二百十一名，三甲第一百三十八名進士。

## 家族
曾祖楊仲文；祖楊茂；父楊涑，承事郎。母王氏。慈侍下。